# Darth Malak
Darth Malak is een personage uit het Star Wars-universum. Hij is de hoofdrolspeler in de serie videogames Star Wars: Knights of the Old Republic.
Darth Malak werd geboren als Alek Squinquargesimus en kreeg een opleiding als Jedi. Hij streed samen met Revan tegen de Mandalorians. Uiteindelijk koos hij samen met Revan voor de Duistere Kant, waarbij Malak de leerling werd van Sithmeester Revan. Zij startten een oorlog tegen de Republiek. Malak verraadde echter Revan, en verwoestte diens schip. Nu nam Malak de titel Dark Lord aan en hij veroverde bijna de gehele Republiek. Uiteindelijk bleek Revan nog in leven, maar deze vocht nu aan de kant van de Jedi. In een gevecht werd Malak gedood door Revan.
In 2019 waren er geruchten dat Lucasfilm een trilogie voorbereidt op basis van de videogames. Darth Malak zou hierin een hoofdrol spelen.